# 鷲谷いづみ
鷲谷いづみ（わしたに いずみ、1950年3月22日- ）は、日本の生物学者。東京大学名誉教授、中央大学元教授。生態学・保全生態学専攻。
絶滅危惧植物の生態、保全方法を研究。外来種の生態系、人間への影響についても先駆的な研究を行う。環境保全を訴える著作も多い。著作に『生態系を蘇らせる』(2001年)、『にっぽん自然再生紀行』(2010年)など。

## 略歴
東京生まれ。東京大学理学部生物学科卒業、1978年同大学院理学系研究科修了、理学博士。筑波大学講師、助教授を経て、東京大学大学院農学生命科学研究科教授を務める。2015年定年退任、名誉教授、中央大学理工学部教授。2020年3月末日をもって定年退職。みどりの学術賞、日本生態学会功労賞などを授賞。

## 著書
- 『オオブタクサ、闘う 競争と適応の生態学』平凡社・自然叢書 1996
- 『サクラソウの目 保全生態学とは何か』地人書館 1998
- 『生物保全の生態学』 (新・生態学への招待)共立出版 1999
- 『生態系を蘇らせる』 (NHKブックス)日本放送出版協会 2001
- 『タネはどこからきたか?』埴沙萠写真. 山と溪谷社 2002
- 『自然再生 持続可能な生態系のために』中公新書 2004
- 『天と地と人の間で 生態学から広がる世界』岩波書店 2006
- 『花はなぜ咲くのか?』埴沙萠, 田中肇写真 山と溪谷社 2007
- 『絵でわかる生態系のしくみ』 (絵でわかるシリーズ)後藤章絵. 講談社 2008
- 『にっぽん自然再生紀行 散策ガイド付き』 (岩波科学ライブラリー) 岩波書店 2010
- 『〈生物多様性〉入門』 (岩波ブックレット) 岩波書店 2010
- 『セイヨウオオマルハナバチを追え 外来生物とはなにか』 (守ってのこそう!いのちつながる日本の自然) 童心社 2011
- 『さとやま 生物多様性と生態系模様』岩波ジュニア新書〈知の航海〉シリーズ) 2011
- 『震災後の自然とどうつきあうか』 (叢書震災と社会)岩波書店 2012
- 『コウノトリの翼 エコロジストのまなざし』山と溪谷社 2014
- 『ナチュラルヒストリーと市民科学 保全生態学のよりどころ』秋山財団ブックレット 秋山記念生命科学振興財団 2017
- 『大学1年生のなっとく!生態学』講談社 2017
- 『絵でわかる生物多様性』 (絵でわかるシリーズ)後藤章 絵. 講談社 2017

### 共編著・監修
- 『日本の帰化生物』 (エコロジーガイド)森本信生共著. 保育社 1993
- 『動物と植物の利用しあう関係』 (シリーズ地球共生系) 大串隆之共編. 平凡社 1993
- 『保全生態学入門 遺伝子から景観まで 生物多様性を守るために』矢原徹一共著 文一総合出版 1996
- 『マルハナバチ・ハンドブック 野山の花とパートナーシップを知るために』加藤真,鈴木和雄, 小野正人共著 文一総合出版 1997
- 『よみがえれアサザ咲く水辺 霞ヶ浦からの挑戦』飯島博共編 文一総合出版 1999
- 『里山の環境学』武内和彦,恒川篤史共編 東京大学出版会 2001
- 『外来種ハンドブック』日本生態学会編, 村上興正共監修. 地人書館 2002
- 『自然再生事業 生物多様性の回復をめざして』草刈秀紀共編. 築地書館 2003
- 『生態系へのまなざし』武内和彦, 西田睦共著. 東京大学出版会 2005
- 『サクラソウの分子遺伝生態学 エコゲノム・プロジェクトの黎明』編. 東京大学出版会 2006
- 『地域と環境が蘇る水田再生』編著 家の光協会 2006
- 『コウノトリの贈り物 生物多様性農業と自然共生社会をデザインする』編著. 地人書館 2007
- 『自然再生のための生物多様性モニタリング』鬼頭秀一共編. 東京大学出版会 2007
- 『消える日本の自然 写真が語る108スポットの現状』編. 恒星社厚生閣 2008
- 『現代生物科学入門 6 地球環境と保全生物学』椿宜高,夏原由博, 松田裕之共著 岩波書店 2010
- 『保全生態学の技法 調査・研究・実践マニュアル』宮下直,西廣淳, 角谷拓共編. 東京大学出版会 2010
- 『新生物基礎 新課程』 (チャート式シリーズ)鈴木孝仁, 本川達雄共著 数研出版 2012
- 『生態学 基礎から保全へ』監修・編著, 一ノ瀬友博, 海部健三,津田智, 西原昇吾,山下雅幸, 吉田丈人共著 培風館 2016
- 『共生する生き物たち アブラムシからワニ、サンゴまで』 (楽しい調べ学習シリーズ)監修. PHP研究所 2016

### 翻訳
- 『ディオスコリデスの薬物誌』小川鼎三[ほか]編集. エンタプライズ 1983
- マルカム・スチュアート原編『原色百科世界の薬用植物』難波恒雄編著, 難波洋子共訳 エンタプライズ 1988

## 論文
- <鷲谷いづみ